# 方克胜
方克胜（1905年—1980年2月4日），字善之，雲南芒市人，傣族，芒市土司放正德四子，人称“四代办”。曾任芒市土司代办、首任潞西县县长。同时是国民党党员，少将军衔。

## 生平
方克胜是第二十一代芒市土司放正德四子，第二十二代土司方克明之弟。1936年芒市土司方云龙去世，方克光出任芒市土司代办，方克胜任土司护理。1940年，方克胜不甘屈为芒市护理，向腾龙殖边督办龙绳武疏通关系，遂接替刀京版，担任勐卯土司代办。1942年，他将土司职务交还勐卯小土司衎景泰，让其亲理政务。方克胜退至山区打游击，1944年曾被日军抓获，但最终脱逃。他曾任国民革命军第十一集团军游击司令支队长。1944年8月，被第十一集团军总司令宋希濂任命为芒市土司代办。当时另一位芒市土司代办、其三兄方克光（人称“三代办”）与尚未袭位的小土司方御龙（方克明之子）仍被日军软禁在缅甸木邦。不久，他们脱逃了日军的监视，于1945年初回到芒市。抗日战争结束后，芒市遂出现两位代办并存的局面，他们二人之间矛盾激化、相互争权夺利。1946年，在族人与政府官员的调和下，他们在祖坟前发誓要和睦共处。二人之间的关系虽在表面上缓和，但矛盾仍未消除，仍旧彼此防范。1947年，方克光之子方化龙奉父命借机试图暗杀方克胜，但最终事情败露。1948年，方克胜当选第一届国民大会代表，曾由孔祥熙介绍谒见蒋介石:28。同年，他辞去代办之职。在他力荐之下，方御龙承袭为第二十四代芒市土司。此后，他又历任潞西设治局局长、潞西县县长。
1950年中国人民解放军进军芒市前夕，方克胜曾致电陈赓，要求实行自治，但未得到应允。于是他与土司方御龙一同逃往缅甸。方克胜后来前往台湾定居，1980年去世。

## 家庭
方克胜之妻为陇川土司多忠瑶的长女多凤英。多凤英出生于1909年，1976年在陇川逝世。